# Microtatorchis schlechteri
Microtatorchis schlechteri är en orkidéart som beskrevs av Leslie Andrew Garay. Microtatorchis schlechteri ingår i släktet Microtatorchis och familjen orkidéer. Inga underarter finns listade i Catalogue of Life.